# 池田屋 (テレビ技術会社)
株式会社池田屋（いけだや、英: IKEDAYA Company）は、日本のテレビ番組の制作会社・映像技術プロダクションである。各テレビ局のバラエティー番組やドラマなど、報道・スポーツ以外のほぼ全てを業務範囲としている。

## 概要
1987年（昭和62年）に設立。前身は、（株）東通が創設した“東洋ビデオ”で、後に、エヌ・エス・ティー（当時ニュースタッフ東通）と池田屋に分社。その関係で、かつてのTBSザ・ベストテンの技術経験者がいる。街宣右翼のような濃紺一色にピンク色の毛筆体で屋号が書かれたシブい中継車を保有していたことでも、ちまたでは有名である。
照明機材や連絡回線であるクリアカムなど、業務に使用する機材を積極的に自社内で作っていることでも有名。
屋号の「池田屋」は、秋元康が命名し毛筆体の字は社長の池田治道の父が書いた。

## 職種
- テレビカメラマン（一部映画）・ビデオエンジニア

## 実績作品

### テレビ番組
（凡例）太字：現在放映中また継続中（特番の場合）の番組・これから放映される番組、無：スタジオ／ロケ、S：スタジオ技術のみ、L：ロケーション技術のみ